# Ciurari (okręg Teleorman)
Ciurari – wieś w Rumunii, w okręgu Teleorman, w gminie Săceni. W 2011 roku liczyła 554 mieszkańców.